# ハナハト読本
ハナハト読本（ハナハトとくほん）は、1918年から1932年まで使用された、国語読本の愛称。正式名称は『尋常小學國語讀本』。第3期国定国語読本とも呼ばれる。

## 名称
巻一の冒頭が「ハナ　ハト　マメ　マス」から始まるためこの愛称がついた。1学年2冊ずつの12分冊である。1916年、八波則吉、高野辰之が起草委員となって編纂が開始され、その後、高木市之助、武笠三、井上赳らに引き継がれた。1918年から1932年までに尋常小学校に入学した世代が使用した。
この期は従来の『尋常小學讀本』（ハタタコ読本）の修正本（黒表紙本）とこの読本（白表紙本）が併用された。これは全国一律に一種類の読本を使用することの適否を考察したり地域差を考慮した編集方針となったためである。黒表紙本は単語より句に進み、文に移る編集法であった。それに対して白表紙本は新メンバーによる自由な発想に基づいた教材を取り入れ、早々に文に移った。また、児童の心理や生活により接近した文体となった。結果、3分の2の府県で使用された。
大正デモクラシーの時代を反映していると評価されている。教材にはナイアガラやチャールズ・ダーウィン、第一次世界大戦の直後のヨーロッパなどが登場する。